# آتش در ازای آتش (فیلم ۱۹۸۶)
آتش در برابر آتش (به انگلیسی: Fire with Fire) یک فیلم عاشقانه و درام آمریکایی محصول سال ۱۹۸۶ به کارگردانی دانکن گیبنز است. فیلمنامه در مورد زن جوانی می‌باشد که از یک مدرسه شبانه‌روزی کاتولیک با یک فراری از اردوگاه زندانی مجاور فرار می‌کند. در این فیلم ویرجینیا مادسن، کریگ شفر، جان پولیتو، کیت رید، کاری ورر، تیم راس و دی بی سویینی ایفای نقش می‌کنند.

## داستان
جو فیسک یک بزهکار نوجوان است که در جنگلی در اورگان عاشق لیزا تیلور، دانش آموز زیبای دخترانه کاتولیک می‌شود. این دو به‌طور تصادفی ملاقات می‌کنند، هر دوی آنها به شدت به سمت یکدیگر کشیده می‌شوند، اما از آنجایی که متولیان فعلی آنها از تماس با جنس مخالف منصرف می‌شوند، هر دو خود را در مشکل می‌یابند. مجبور به فرار با یکدیگر عاشقان جوان به امید فرار از پلیس و پیدا کردن خوشبختی.

## بازخوردها
نظرات منتقدان عموماً در زمان اکران فیلم منفی بودند و می‌گفتند که فیلم کسل‌کننده و کند است، و خاطرنشان کردند که فیلمنامه‌ای با چهار نویسنده ضعیف نوشته شده بود.

## انتشار
در سال ۱۹۸۶ توسط استودیوی خود بر روی سیستم ویدئوی خانگی و در ۳۱ ژوئیه ۲۰۱۲ بر روی دیسک بلوری و دی‌وی‌دی منتشر شد. از سال ۲۰۲۱، از طریق آمازون پرایم ویدئو در دسترس است. این فیلم با عنوان اصلی قلب‌های اسیر فیلمبرداری و تولید شد، اما درست قبل از اکران فیلم به آتش در برابر آتش تغییر کرد.